# Florida State League
Florida State League es una liga de béisbol profesional de Estados Unidos que forma parte de las Ligas Menores, categoría Clase A Avanzada (Fuerte). Cada equipo está afiliado a otro de las Grandes Ligas con el fin de fomentar el desarrollo de beisbolistas para el posterior ingreso a las mayores.
La Liga del Estado de la Florida fue fundada en 1945 con franquicias en seis centros poblados de la península, Bartow, Bradenton, Lakeland, Orlando, Sanford y Tampa. La Liga detuvo sus actividades entre 1928 y 1935 y luego entre 1942 y 1945. En 2007 logró reunir 1.079.102 espectadores en los estadios, con un promedio de 1.300 asistentes por juego.

## Equipos actuales
| División | Equipo                    | Afiliación en MLB     | Ciudad                  | Estadio                       | Capacidad |
| -------- | ------------------------- | --------------------- | ----------------------- | ----------------------------- | --------- |
| North    | Clearwater Threshers      | Philadelphia Phillies | Clearwater, Florida     | Spectrum Field                | 8500      |
| North    | Daytona Tortugas          | Cincinnati Reds       | Daytona Beach, Florida  | Jackie Robinson Ballpark      | 4.200     |
| North    | Dunedin Blue Jays         | Toronto Blue Jays     | Dunedin, Florida        | Florida Auto Exchange Stadium | 5.509     |
| North    | Florida Fire Frogs        | Atlanta Braves        | Kissimmee, Florida      | Osceola County Stadium        | 5.300     |
| North    | Lakeland Flying Tigers    | Detroit Tigers        | Lakeland, Florida       | Joker Marchant Stadium        | 8500      |
| North    | Tampa Yankees             | New York Yankees      | Tampa, Florida          | George M. Steinbrenner Field  | 11.026    |
| South    | Bradenton Marauders       | Pittsburgh Pirates    | Bradenton, Florida      | LECOM Park                    | 8500      |
| South    | Charlotte Stone Crabs     | Tampa Bay Rays        | Port Charlotte, Florida | Charlotte Sports Park         | 7.000     |
| South    | Fort Myers Mighty Mussels | Minnesota Twins       | Fort Myers, Florida     | Hammond Stadium               | 7.500     |
| South    | Jupiter Hammerheads       | Miami Marlins         | Jupiter, Florida        | Roger Dean Stadium            | 6.871     |
| South    | Palm Beach Cardinals      | St. Louis Cardinals   | Jupiter, Florida        | Roger Dean Stadium            | 6.871     |
| South    | St. Lucie Mets            | New York Mets         | Port St. Lucie, Florida | First Data Field              | 7.347     |

## Historial
| - 1919 Sanford y Orlando - 1920 Tampa - 1921 Orlando - 1922 St. Petersburg - 1923 Orlando - 1924 Lakeland - 1925 Tampa - 1926 Sanford - 1927 Orlando - 1936 St. Augustine - 1937 Gainesville - 1938 Gainesville - 1939 Sanford - 1940 Orlando - 1941 Leesburg - 1946 Orlando - 1947 Gainesville - 1948 Daytona Beach - 1949 St. Augustine - 1950 DeLand |  | - 1951 DeLand - 1952 Palatka - 1953 Daytona Beach - 1954 Lakeland - 1955 Orlando - 1956 Cocoa - 1957 Tampa - 1958 St. Petersburg - 1959 St. Petersburg - 1960 Palatka - 1961 Tampa - 1962 Fort Lauderdale - 1963 Sarasota - 1964 Fort Lauderdale - 1965 Fort Lauderdale - 1966 Leesburg - 1967 St. Petersburg - 1968 Orlando - 1969 Miami - 1970 Miami |  | - 1971 Miami - 1972 Miami - 1973 St. Petersburg - 1974 West Palm Beach - 1975 St. Petersburg - 1976 Lakeland - 1977 Lakeland - 1978 Miami - 1979 Winter Haven - 1980 Fort Lauderdale - 1981 Daytona Beach - 1982 Fort Lauderdale - 1983 Vero Beach - 1984 Fort Lauderdale - 1985 Fort Myers - 1986 St. Petersburg - 1987 Fort Lauderdale - 1988 St. Lucie - 1989 Charlotte - 1990 Vero Beach |  | - 1991 West Palm Beach - 1992 Lakeland - 1993 Clearwater - 1994 Tampa - 1995 Daytona - 1996 St. Lucie - 1997 St. Petersburg - 1998 St. Lucie - 1999 Kissimmee - 2000 Daytona - 2001 Tampa 'y Brevard County - 2002 Charlotte - 2003 St. Lucie - 2004 Daytona y Tampa - 2005 Palm Beach - 2006 St. Lucie - 2007 Clearwater - 2008 Daytona |